# Yasuoka Shōtarō

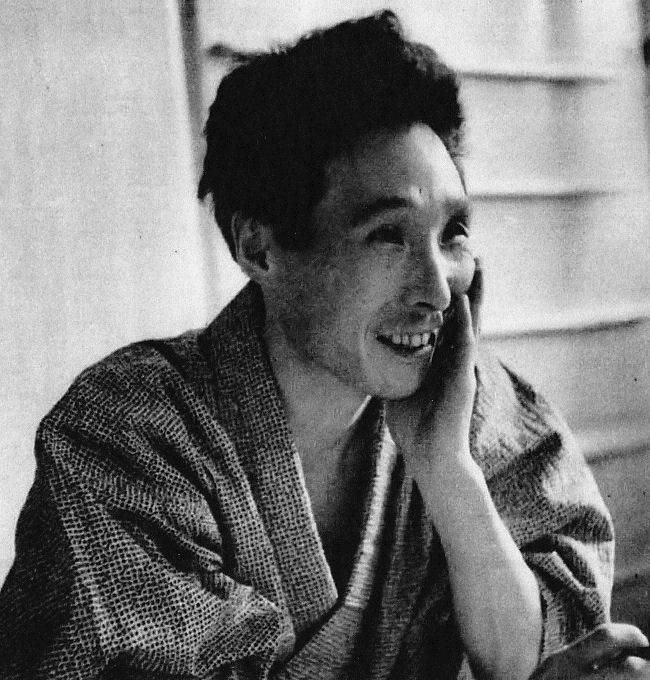
Yasuoka Shōtarō

Yasuoka Shōtarō (japanisch 安岡 章太郎; * 30. Mai 1920 in Kōchi, Präfektur Kōchi; † 26. Januar 2013 in Tokio) war ein japanischer Schriftsteller.
Yasuokas Tochter, Yasuoka Haruko (安岡 治子), ist Professorin für russische Literatur im Fachbereich Kulturwissenschaften an der Universität Tokyo.

## Leben
Yasuoka Shōtaros Kindheit war unstet und geprägt von häufigen Wohnortswechseln, da sein Vater als Veterinär beim Militär immer wieder versetzt wurde. Yasuoka ging nur ungern zur Schule. Während der Mittelstufe zog er sich eine Brustfellentzündung zu. 1941 begann er ein Studium an der Keiō-Universität. Im Jahr 1944 wurde er zum Militär eingezogen und in die Mandschurei geschickt. Ein Jahr später kehrte er, an Tuberkulose erkrankt, nach Japan zurück.
Nach Ende des Pazifikkriegs verlor der Vater seine Stellung, die Familie verarmte. Nur mühsam konnte Yasuoka sein Studium im Fach Englisch zum Abschluss bringen. Er begann zu schreiben, und mit dem Akutagawa-Preis 1953 für seine beiden Kurzgeschichten „Schwermütiges Vergnügen“  und „Schlechte Gesellschaft“ kam der Durchbruch. 1960 erhielt er für den kleinen Roman „Ausblick am Meer“ den Noma-Literaturpreis. 1960 reiste er auf Einladung der Rockefeller-Stiftung in die USA und publizierte 1962 seine dortigen Erfahrungen unter dem Titel „Eine empfindsame Reise nach Amerika“. Sein Werk „Shiga Naoya, eine persönliche Wertung“ befasst sich mit der Beziehung Shigas zu seinem Vater und Großvater. Er wandte sich dann einem geschichtlichen Thema zu: Sein Roman „Erzählung eines Wanderers“ aus den Jahren 1976 bis 1981 befasst sich mit den letzten Jahren des Tokugawa-Shogunats und der Meiji-Restauration 1868, wobei er sich mit der Geschichte seiner eigenen Familie befasste: seine Vorfahren waren „Gōshi“ (郷士), gehörten also zur untersten Klasse der Samurai. Seine Sammlung autobiografischer Essays, „Meine Shōwa-Geschichte“  gewann 1988 den Noma-Preis.
Yasuoka wurde 1976 mit dem Preis der Akademie der Künste ausgezeichnet und wurde bei der Gelegenheit als Mitglied aufgenommen.
Yasuokas Stil ist autobiografisch geprägt. Seine Erzählungen sind mit einer vielfältigen psychologischen Detailfülle ausgeführt, die an Shiga Naoya erinnert, und mit dem Humor eines Ibuse Masuji.

## Preise und Auszeichnungen
- 1953 Akutagawa-Preis für Warui nakama (悪い仲間) und Inkina tanoshimi (陰気な愉しみ)
- 1959 Noma-Literaturpreis für Kaihen no kōkei (海辺の光景)
- 1967 Mainichi-Shimbun Preis für Maku ga orite kara (幕が下りてから)
- 1973 Yomiuri-Preis Kategorie Roman für Hashire tomahawk (Hashire tomahōku) (走れトマホーク)
- 1975 Nihon Geijutsuinsho (日本芸術院賞)
- 1989 Noma-Literaturpreis für Boku no Shōwa-shi (僕の昭和史)
- 1991 Asahi-Preis für sein literarisches Schaffen seit 1950
- 1991 Kawabata-Yasunari-Literaturpreis für Oji no bochi (伯父の墓地)
- 1995 Yomiuri-Preis Kategorie Essay/Reisebeschreibung für  Hate mo nai dōchūki (果てもない道中記)
- 2000 Osaragi-Jirō-Preis für Kagamigawa (鏡川)
- 2001 wird Yasuoka für Verdienste um die japanische Kultur geehrt (文化功労者, Bunka Kōrōsha)

## Werke (Auswahl)
- 1951 Garasu no kutsu (ガラスの靴)
  - dt. Die Glasschuhe. Übersetzt von Oscar Benl. In: Mond auf dem Wasser. Moderne japanische Liebesgeschichten. Berlin 1973, S. 5–27.
- 1952 Aigan (愛玩)
  - dt. Das Kranichsyndrom. Übersetzt von Siegrfried Schaarschmidt. In: Das große Japan Lesebuch. München 1990, S. 175–187, ISBN 3-442-09886-6.
- 1953 Warui nakama (悪い仲間)
  - dt. Böse Kameraden. Übersetzt von Bernhard Straub. In Janwillem van de Wetering (Hrsg.): Blut in der Morgenröte. Japanische Kriminalstories. Hamburg 1994, S. 90–116, ISBN 3-499-43075-4.
- 1955 Aoumakan (青馬館)
- 1958 Futatsu no kao (二つの顔)
- 1959 Kaihen no kōkei (海辺の光景)
- 1961 Yatekita renchū (やって来た連中)
- 1961 Izakoza techū (いざこざ手帳)
- 1962 Amerika kanjō ryokō (アメリカ感情旅行)
- 1962 Hanamatsuri (花祭)
- 1963 Chiekasemasu (ちえかします)
- 1964 Sobieto kanjō ryokō (ソビエト感情旅行)
- 1964 Eiga no kanjōkyōiku (映画の感情教育)
- 1966 Aaieba kō iu kanjōteki bunmei-ron (ああいえばこういう 感情的文明論)
- 1972 Hashire tomahōku (走れトマホーク)
  - dt. Lauf Tomahawk! Übersetzt von Maya Berndt. In: Eiko Aito (Hrsg.): Erkundungen, 12 Erzähler aus Japan. Berlin 1992, S. 7–26.
- 1973 Hesomagari no shisō (へそまがりの思想)
- 1973 Namake mono no shisō (なまけものの思想)
- 1974 Sensō to seijun (戦争と青春)
- 1975 Don Quichote to gunshin (ドン・キホーテと軍神)
- 1975 Wareware wa naze kaku ka (われわれはなぜ書くか)
- 1976 Jisen sakka no tabi (自選作家の旅)
- 1976 Yōroppa yakimono ryokō (ヨーロッパやきもの旅行)
- 1977 Sakka wa dō hatsugensuru ka (作家はどう発言するか)
- 1981 Ryūritan (流離譚)
- 1984 Boku no Shōwa-shi (僕の昭和史 1-3)
- 1985 Boku no Tōkyō chizu (僕の東京地図)

## Übersetzungen
- 1977 übersetzte Yasuoka Roots von Alex Haley gemeinsam mit Matsuda Sen (松田 銑) ins Japanische.